# Madegney
Madegney là một xã, nằm ở tỉnh Vosges trong vùng Grand Est của Pháp. Xã này có diện tích 3,05 km², dân số năm 1999 là 74 người. Xã này nằm ở khu vực có độ cao trung bình 309 m trên mực nước biển.

## Biến động dân số
| 1962                                         | 1968 | 1975 | 1982 | 1990 | 1999 |
| -------------------------------------------- | ---- | ---- | ---- | ---- | ---- |
| 49                                           | 70   | 57   | 53   | 73   | 74   |
| Số liệu từ năm 1962: Dân số không tính trùng |      |      |      |      |      |